# Karlheinz Idelberger
Karlheinz Idelberger (* 16. April 1909 in Barmen; † 29. Mai 2003 in Kaarst) war ein deutscher Mediziner. Er arbeitete vor allem auf dem Gebiet der Orthopädie.

## Leben und Wirken
Karlheinz Idelberger studierte Medizin an den Universitäten Würzburg, Greifswald, Innsbruck und München. 1934 legt er in München das Staatsexamen ab und war ab 1935 wissenschaftlicher Assistent bei Ernst Rüdin am Kaiser-Wilhelm-Institut für Genealogie und Demographie. 1936 wurde er mit einer Arbeit über Friedrich Tiedemann zum Dr. med. promoviert. Ab 1937 war er Assistent von Karl Bragard an der Orthopädischen Universitätsklinik München, wo er sich 1941 habilitierte. Für die Habilitationsschrift erhielt er den ersten Preis der Deutschen Orthopädischen Gesellschaft.
Im Zweiten Weltkrieg arbeitete er im Sanitätswesen der Luftwaffe und ab 1944 in einem Fallschirmjägerlazarett in den Niederlanden, wo er in kanadische Kriegsgefangenschaft geriet. 
Nach seiner Entlassung wurde er 1945 Chefarzt eines Lazaretts auf Norderney, 1946 Chefarzt am Krankenhaus Westerstede und am 1. Oktober 1947 Chefarzt der Orthopädischen Abteilung der Universitätsklinik Göttingen. 1948 erfolgte die Umhabilitation von München, 1950 wurde er apl. Professor. 1953 erhielt er einen Ruf als außerordentlicher Professor an das Universitätsklinikum Gießen, wo er auch Direktor der Orthopädischen Klinik wurde. 1955 wurde er persönlicher Ordinarius. 1960 folgte er einem Ruf auf den Lehrstuhl für Orthopädie an die Medizinische Akademie Düsseldorf. 1977 wurde er emeritiert.
Karlheinz Idelberger arbeitete vor allem auf dem Gebiet der Erbpathologie von Fehlbildungen, der Zwillingsforschung und der Symptomatik pathologischer Veränderungen der Wirbelsäule und des Schultergelenks. Weitere Arbeitsgebiete waren die Ätiologie und Pathogenese des angeborenen Klumpfußes und der Hüftdysplasie, Knochenveränderungen bei Leukämie, die Arthroplastik des Hüftgelenks, die Verhütung von Sportverletzungen am Kniegelenk und die Behandlung von Knochentumoren im Kindesalter und der Poliomyelitis.
Sein wichtigstes Werk war das Lehrbuch der Orthopädie, das ab 1970 in mehreren Auflagen erschien und auch in die italienische Sprache übersetzt wurde.
Karlheinz Idelberger war ab 1950 Mitglied der Association Française d’Orthopédie und wurde 1978 zum Ehrenmitglied ernannt. 1975 erhielt er für seine intensiven wissenschaftlichen und persönlichen Kontakte mit der Japanischen Orthopädischen Gesellschaft eine Ehrenprofessur der Universität Kurume und wurde Ehrenmitglied der Vereinigung der Orthopäden von Kyūshū.

## Schriften
Karlheinz Idelberger veröffentlichte über 100 Publikationen in wissenschaftlichen Zeitschriften und Sammelbänden.
- Die Verdienste Friedrich Tiedemanns um die Anatomie des Gehirns. Dissertation. Universität München 1936. Springer, Berlin 1936, DNB 570742560.
- Die Zwillingspathologie des angeborenen Klumpfußes. Enke, Stuttgart 1939, DNB 363982418.
- Die Erbpathologie der sogenannten angeborenen Hüftverrenkung. Urban & Schwarzenberg, München 1951, DNB 452190207.
- (Bearb.): Orthopädische Erkrankungen des Kindesalters. Band 3 von Anton Oberniedermayr (Hrsg.): Lehrbuch der Chirurgie und Orthopädie des Kindesalters. Springer, Berlin/Göttingen/Heidelberg 1959, DNB 452768845.
- Lehrbuch der Orthopädie. Springer, Berlin/Heidelberg/New York 1970, DNB 457050659. 4. Auflage 1984, ISBN 3-540-12600-7.

Italienisch: Manuale di ortopedia. Aus dem Deutschen von Francesco Pipino. EG, Bologna 1983, OCLC 900063589.